# Crucible
Crucible es un lugar designado por el censo ubicado en el condado de Greene en el estado estadounidense de Pensilvania. En el año 2010 tenía una población de 725 habitantes y una densidad poblacional de 219,7 personas por km².

## Geografía
Crucible se encuentra ubicado en las coordenadas 39°56′45″N 79°58′10″O / 39.94583, -79.96944. Según la Oficina del Censo de los Estados Unidos, Crucible tiene una superficie total de 1,26 mi² (3,3 km²), de la cual 1,15 mi² (3 km²) corresponden a tierra firme y 0,11 mi² (0,3 km²) es agua.